# Лутковський Олексій Іванович
Лутко́вський Олексíй Івâнович (1743—1814, с. Алєксєєвка), дворянин, землевласник, офіцер Чорного гусарського полку в період існування Єлисаветградської провінції (1764—1782), засновник с. Алєксєєвка (тепер с. Лутківка Маловисківської територіальної громади Кіровоградської області)

## Життєпис
Належав до старовинного російського дворянського роду, засновниками якого в середині XVI ст. були Іван і Томило Істоміни-Лутковські. Народився 1743 року в родині капітана (з 1733 р.) Івана Гавриловича Лутковського, як дворянин перебував на військовій службі, 1767 року поручик Олексій Лутковський згадується у списку Чорного гусарського полку. Згодом отримав звання гусарського секунд-майора (молодший штаб-офіцерський чин у російських військах XVIII ст.).
Був одружений з княжною Марією Сергіївною Баратовою (1755—1816) — рідною сестрою Катерини Сергіївни Баратової (у шлюбі Кудашевої), дружини князя Кудашева — власника Маловисківських земель наприкінці XVIII ст. Подружжя дало початок чисельній Олексіївській гілці Лутковських, життя і діяльність представників якої пов'язані з історією с. Лутківка. Всього у шлюбі народилося семеро дітей: 4 доньки та 3 синів.

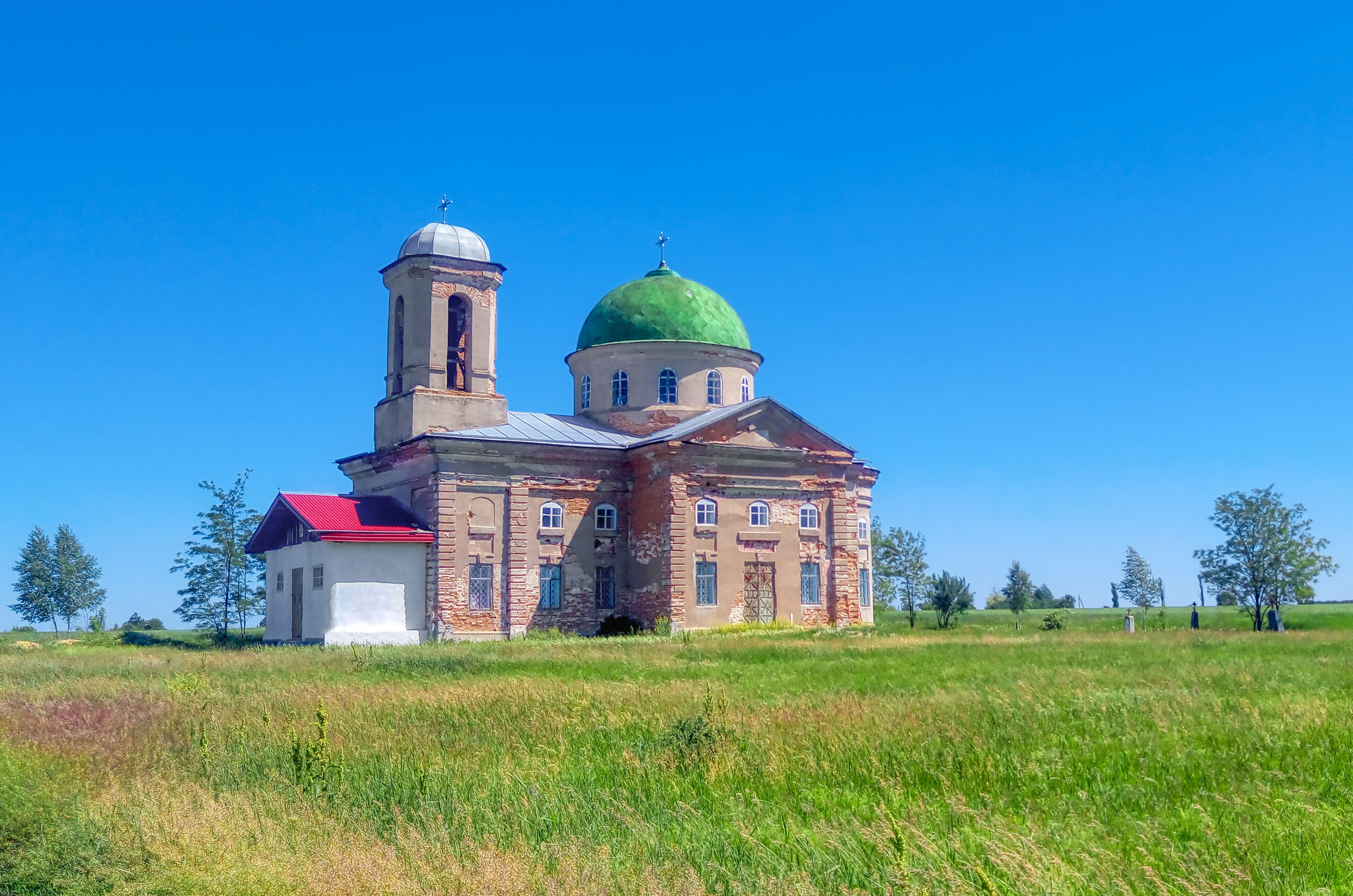
Лутківка. Свято-Іоанна Богословська церква. Вперше збудована наприкінці XVIII ст.

Як встановив дослідник Б. Шевченко, 1767 року Олексій Лутковський отримав під заселення слободи земельну дачу на 48 дворів розміром 1248 дес., на якій утворюється слобода Алєксєєвка (сучасне с. Лутківка, яке носило назву «Олексіївка» до середини XX ст.). На початок 1783 р. тут налічувалось вже 30 дворів. За його життя, в 1780-82 рр., в с. Алєксєєвка було вперше побудовано православний дерев'яний храм св. Івана Богослова (не зберігся, був перебудований).
1814 р. засновник села помер і був похоронений «в ограде церкви, им построенной». Земельні володіння успадкували дружина та діти.